# Wilcox, Nebraska
Wilcox är en ort i Kearney County i delstaten Nebraska, USA.